# Etikhove
Etikhove is een dorp in de Belgische provincie Oost-Vlaanderen en een deelgemeente van Maarkedal, het was een zelfstandige gemeente tot aan de gemeentelijke herindeling van 1977. Naast de dorpskern in het noorden van het grondgebied, ligt in het zuiden op de grens met Ronse het gehucht Louise-Marie.

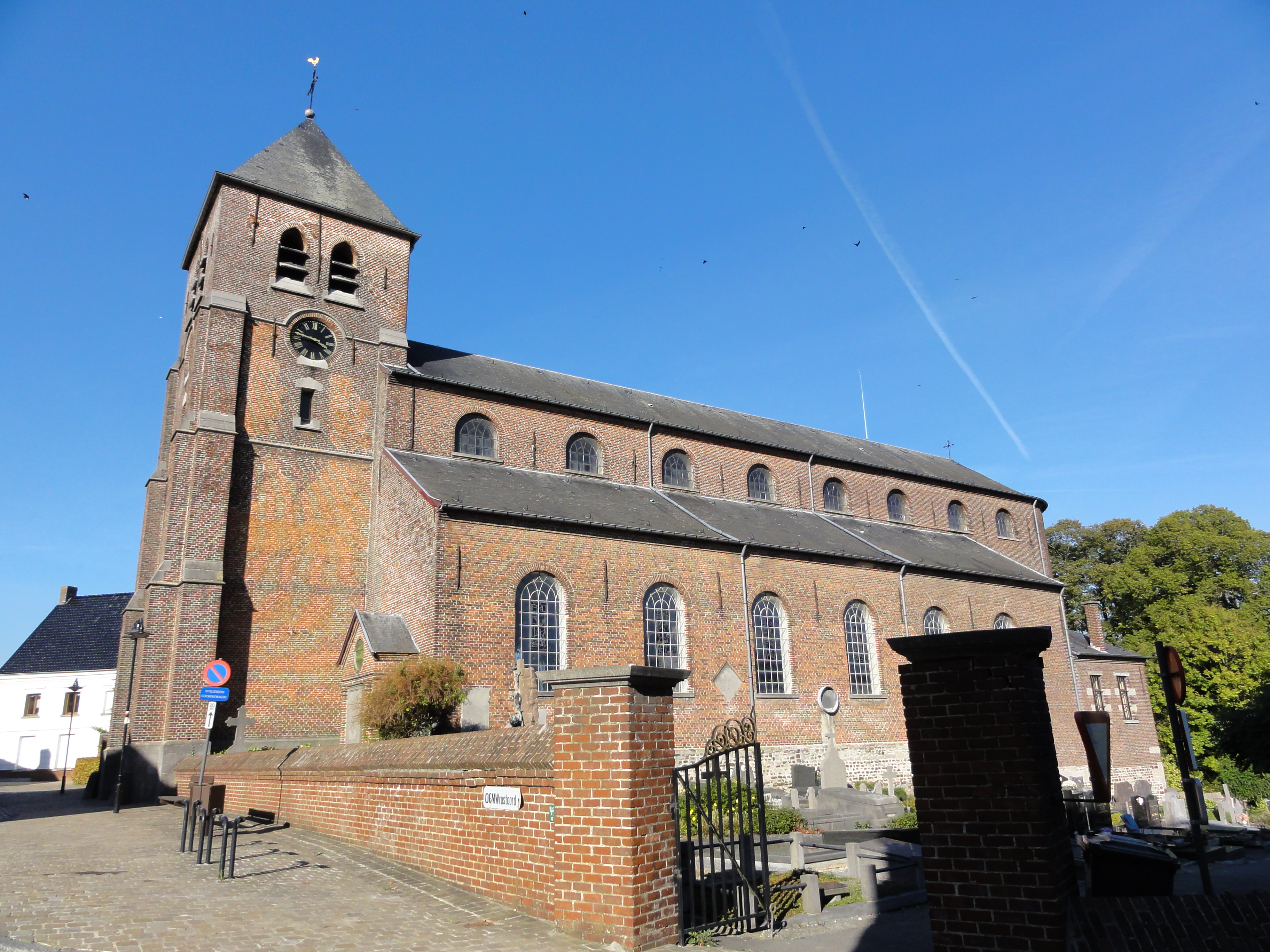
Sint-Brixiuskerk

## Geschiedenis

### Oudheid
In Etikhove werden bijlen in gepolijste vuursteen gevonden, wat wijst op een erg vroege bewoning. De vondsten van Romeinse muntstukken en Gallo- Romeinse graven getuigen van de bedrijvigheid die er heerste rond de Romeinse heerweg die over het grondgebied van de gemeente liep.

### Middeleeuwen
Op een eerste vermelding is het echter wachten tot de 12de eeuw, meebepaald in het jaar 1116. Het is in die tijd dat de plaatsnaam nog met een 'n' geschreven wordt, als "Attingohova", "Atinchoven" of "Atingohova". Een eeuw later staat het dorp intussen bekend als "Atickhove". De naam van het dorp is een zuiver Germaanse samenvoeging van de woorden Attinga en hofa, wat zoiets betekent als 'hoeve van de lieden van Atto'. Etikhove was gedurende de middeleeuwen een dorpsheerlijkheid die viel onder 'het land van Marke en Ronne' en behoorde eerst toe aan het geslacht La Deuze. Volgens de overlevering zou er een prachtig kasteel hebben gestaan. Het kasteel, zoals het bestond in 1825, werd dat jaar gesloopt en het portaal verhuisde naar de Sint-Bavokerk te Zingem.

### Vroegmoderne en moderne tijd
Door het huwelijk van Jaqueline La Deuze en Jan de Kerckhove in 1638 kwam de dorpsheerlijkheid in handen van de familie Kerckhove.
Hoewel het vooral een landbouwdorp was kende Etikhove een bescheiden textielnijverheid, wat gebruikelijk was in de streek. Er was een tapijtweverij en een bescheiden wol-en vlasnijverheid. Daarnaast opende omstreeks 1755 van de belangrijke Brouwerij Thienpont in het dorp. In de loop van de 18de eeuw begonnen de textielactiviteiten licht af te nemen.

### Hedendaagse periode
In de eerste helft van de 20ste eeuw kende Etikhove een kunstenaarskolonie. Verantwoordelijke hiervoor was schilder Valerius De Saedeleer, die woonachtig was te Etikhove en vele kunstenaars naar het dorp wist te lokken. Hij woonde tot 1937 in de villa "Tynlon", zo door hem genoemd als herinnering aan Tyn-y-lon, het huis aan het einde van de weg waar De Saedeleer tijdens de Eerste Wereldoorlog verbleef in Wales.
De textielnijverheid had het nog tot in de 20ste eeuw volgehouden, maar omstreeks 1935 bleef hiervan niets meer over. Ook brouwerij Thienpont, stopte rond 1969 alle activiteiten, na een erg lange geschiedenis.
Het dorp was tot 1977 een zelfstandige gemeente. In dat jaar fuseerde het met Nukerke, Maarke-Kerkem en Schorisse tot de nieuwe gemeente Maarkedal.
De achternaam "Van Ettekoven" is mogelijk van dit dorp afgeleid.

## Demografische ontwikkeling
- Bronnen:NIS, Opm:1831 tot en met 1970=volkstellingen; 1976 = inwoneraantal op 31 december

## Bezienswaardigheden
- Brouwerij Thienpont met 'Villa Tynlon'
- De Ladeuzemolen, een watermolen
- De Nieuwe Bossenare, een standerdmolen
- De Sint-Brixiuskerk (19e eeuw) met toren, daterend uit de 15e eeuw. Deze toren vindt men aan het Etikhoveplein.
  - Het orgel in de Sint-Brixiuskerk dateert oorspronkelijk uit de 17de eeuw, wat zeer uitzonderlijk is in de ruime regio. Het werd in 1786 gewijzigd door de bekende orgelmakers Van Peteghem.[2]

## Natuur en landschap
Etikhove ligt in de Vlaamse Ardennen, met een maximale hoogte van 115 meter op de Muziekberg en een minimale hoogte van 20 meter in de vallei van de Maarkebeek. De Bossenareheuvel is ongeveer 100 meter hoog. De Holbeek loopt van noord naar zuid en mondt uit in de Maarkebeek. Het zuiden, bij Louise-Marie, is bebost.

## Nabijgelegen kernen
Louise-Marie, Edelare, Leupegem, Nukerke

## Geboren
- Sylvain Norga (1892-1968), beeldhouwer en schilder